# Phostria ocellalis
Phostria ocellalis là một loài bướm đêm trong họ Crambidae.